# Brod na Kupi
Brod na Kupi är en ort i Kroatien.   Den ligger i länet Gorski kotar, i den centrala delen av landet, 100 km väster om huvudstaden Zagreb. Brod na Kupi ligger 321 meter över havet och antalet invånare är 248.
Terrängen runt Brod na Kupi är huvudsakligen kuperad. Brod na Kupi ligger nere i en dal. Runt Brod na Kupi är det ganska tätbefolkat, med 116 invånare per kvadratkilometer. Närmaste större samhälle är Delnice, 7,7 km sydväst om Brod na Kupi. I omgivningarna runt Brod na Kupi växer i huvudsak blandskog.